# プラチナウインド
『プラチナウインド 〜星の詩が聞こえたら〜』（プラチナウインド ほしのうたがきこえたら）は2002年12月20日にCLOVERより特典ソフトウェアとしてプレゼントされた（後述）18歳未満購入禁止（18禁）のパソコンゲーム（アダルトゲーム）ソフト。ジャンルはファンタジーADV。対応OSは日本語版Microsoft Windows 95/98/Me/2000/XP。CD-ROM2枚。販促キャンペーン用のソフトとして、リリースされている。
2002年12月20日にCLOVERブランドより発売された、モルダヴァイト、さよらなエトランジュの2本を購入し、応募券を郵送、ないしはCLOVERが参加しているイベントにて、応募券と直接交換することで入手できた。本作は、萌木原ふみたけがメインの原画として、初めて参加したといって良い作品である。

## あらすじ
小さいながらも、魔法の力によって栄えている王国カルテットには、町中が淡い光に包まれる「プラチナ」と呼ばれる現象が起こっていた。
偉大な錬金術師の孫息子・アルフは錬金術師ゼフォナイツに師事してから10年後、祖父を超えることを夢見て故郷カルテットへ戻る。
そこで、彼は幼馴染の王女ミルファと街の東の丘の上にある「星風の塔」の下で再会を果たす。
アルフは前述のミルファに加え、白魔術師を目指すシリル、小さな占い師リタ、凄腕剣士ファニール、獣人の少女パーシィ、『ブリキ』と呼ばれる魔法人形のカナナの6人のヒロインと、日々を過ごしながら、特定のヒロインと仲良くなり、そして魔法の国ならではの、個々が抱える問題に2人で向き合うこととなる。

## 登場人物

### メインキャラクター
アルフ・ファクト
声：なし
本編の主人公。偉大なる錬金術師ファクトの孫にして、自身も錬金術を修めている。帝国の高名な錬金術師ゼフォナイツ伯から錬金術を学び、10年ぶりに故郷のカルテットに帰ってきた。錬金術師としての腕前はかなりのもので、その気になれば宮廷魔術師にもなれたのだが、それを蹴り、自宅で錬金術の研究をする傍らで、魔法具の修理（主に魔力灯）で生計を立てている。
ミルファ
声：吉田皐月
カルテット王国の第一王女。その実態は気まぐれさや一途さを持った「普通の女の子」であり、幼馴染のアルフとは街や野山を遊び回っていた仲である。
現在も国王の黙認の下、城下町を護衛もつけずに歩き回り、主人公のアルフの家に入り浸っている。彼女の明るく優しい人柄のためか、城下町の住人たちには非常に人気がある。芯が強く、「王女なんかガラじゃない」と思いつつも、王族としての義務を果たすことには、強い責任感を持っている。
シリル
声：木葉楓
帝国の令嬢で、ファクトに白魔術の才能を見出されたことを機に、彼を頼ってカルテットに家出してきた経緯を持つ。
責任を感じたアルフが、亡くなった祖父の代わりに自宅の部屋の一室を提供し、魔術学校入学への口利きもした。まだ、魔術の腕は未熟だが、潜在能力はかなりのもの。
ミルファよりも貴族としての気品に満ちている一方、怒らせると非常に怖く、モラルには非常にうるさい面がある。また、メイド長のばあやに教わっていたため、家事全般が得意。世話になっている恩返しにと、アルフ家の家事を一手に引き受けている。
リタ
声：北都南
かつては世界でも五指に入ると言われたマスター・レビの孫娘で、城下町の一角で黒魔術と占いの店を経営している。黒魔術師としては未熟だが、占いの腕はある。性格は騒がしくて慌て者。また、非常に思いこみが激しく、その性格故に周囲に迷惑をかけることも多い。
ファニール
声：岬友美
カルテットの「護民兵」を勤める女性。剣技に優れ、責任感が強く自分に厳しい一方で、部下や他人に優しく人望がある。だが、普段はぼんやりしているうえ、重度の方向音痴でもある。また、隠密行動が極度に苦手であり、アルフとミルファにはあっさりと看破された。血のつながらない妹のパーシィを本当の妹のように可愛がっている。
パーシィ
声：野神奈々
ファニールの義妹である獣人の少女で、普段はカルテット新興地域のペットショップで働いている。天真爛漫、甘えん坊で、姉妹そろって天然ボケ風味である。
暇があれば、動物を使役する魔法技術「ビーストテイマー」の修行を森でしているものの、めぼしい成果はなかなか上がらないでいる。老犬パフと常に一緒に行動していて、「どっちが主人かわからない」ほど、お互い深い信頼関係にある。
カナナ
声：乃嶋架菜
ファクトが作った「ブリキ」という魔法人形の中の一体で、一年前の魔女祭に、どこからともなく現れた201体目のブリキである。他のブリキたちとは違い、豊かな感情をもち、作られたときの記憶などを一切失っている。商店街の真ん中で雑貨屋を営む彼女は、世話好きでしっかり者である。背中のゼンマイがとても敏感で、さわられるだけでくすぐったがるという弱点を持つ。同人サークル・ZIPのPurism×Egoistの背景CG中に、彼女を見ることができる場面が存在する。

### サブキャラクター
レオン
声：なし
カルテットの若き宮廷魔術師で、アルフとミルファの幼なじみでもある。アルフとはライバル同士であり、魔術の腕はかなりのものがある。ミルファのお目付け役をやらされたり、アルフの家に使いに出されたりと、何かと苦労人である。
国王バート1世
声：なし
カルテットの国王にして、ミルファの父。自由奔放な言動で回りを煙に巻いており、ミルファを放任主義で育ててきた。
普段はわかりにくいが、実は隠れた名君であり、外向きの顔をする時は、凛々しく聡明な国王となる。
コンスウェイラ宰相
声：北都南
カルテットの女宰相。非常に有能な宰相であり、国王が能天気でいられるのも、すべてこの宰相のおかげである。常に冷静沈着で、国王を上手く丸め込む術に長けている。頭が固い人物に見られがちであるが、アルフやミルファに一定の理解も示す人物である。国王のことについても、まんざらでもない様子。

## ショートストーリー
公式・非公式に外伝が4編存在する。後者2編は、萌木原ふみたけ自身が同人サークル・ZIPの同人誌として、「Thank you My Platinum lights」で描いたストーリーである。
大人の絵本（公式）
電撃姫にて連載された、アルフのカナナへのイタズラ妄想話。絵本形式である。「プラチナウインドコンセプトワークス」にも収録されている。
悪夢の一日（公式）
「プラチナウインドコンセプトワークス」の書き下ろし小説。カルテットのドタバタな日常が描かれている。国王の内面が描かれるのはこの話である。
ぱーしぃのテイミング（非公式）
パーシィとファニールとの日常を描いたお話。アルフがパーシィのテイミングでひどい目に合わされる。
Thank you My Platinum lights（非公式）
アルフとミルファの過去の出来事と、二人が恋人同士になった後の話。非公式なストーリーではあるが、ミルファが「普通の女の子」になった理由が明かされるのは、本編ストーリーでは無く、この話の中だけである。

## 制作スタッフ
- キャラクターデザイン・原画 - 萌木原ふみたけ
- シナリオ - てつじん
- 音楽 - KIM'S SOUNDROOM
- 制作 - CLOVER

## 関連商品
- 『Platinum Wind concept works』プラチナウインドコンセプトワークス（株式会社オービット刊、2003年8月15日発売）
- プラチナウインド サウンドトラック（株式会社オービット、2002年12月28日発売）